# Crismart
Crismart (Nationellt centrum för krishanteringsstudier) var ett forskningscenter som tillhörde Försvarshögskolan i Stockholm. Crismart bedrev forskning inom krishantering och genomförde utredningar, utvärderingar, övningar och utbildningar inom krisberedskap och totalförsvar på uppdrag av myndigheter. Centret startades år 2000 av Bengt Sundelius och hade omkring 20 anställda. Crismarts verksamhet för analys, utbildning och övning uppgick den 1 januari 2018 i Försvarshögskolans nya Centrum för totalförsvar och samhällets säkerhet. Den tidigare forskningsverksamheten bedrivs sedan 2018 i programform vid Försvarshögskolans Statsvetenskapliga avdelnings sektion för krishantering och internationell samverkan.